# مداخله آمریکا در سومالی (۲۰۰۷–اکنون)
از اوایل دهه ۲۰۰۰، ایالات متحده آمریکا، در درگیری‌ها، از دولت فدرال انتقالی و دولت فدرال سومالی، حمایت نظامی کرده و دولت سومالی، چندین بار درخواست دخالت آمریکا را مطرح کرده است. اقدامات نظامی آمریکا در سومالی به دهه ۱۹۹۰ برمی‌گردد؛ با این حال، پس از حملات ۱۱ سپتامبر، اقدام نظامی به عنوان مبارزه با تروریسم توجیه شد. دولت‌های اوباما و ترامپ، حملات پهپادی و جنگنده و ماموریت‌های مشاوره‌ای و آموزشی انجام دادند، اطلاعات ارائه دادند و به شبه‌نظامیان الشباب، حمله کردند. تاکنون، دو پرسنل عملیات ویژه آمریکا، دو پیمانکار، یک سرباز ارتش آمریکا و یک افسر شبه‌نظامی سیا، در جریان عملیات‌ها در سومالی، جان خود را از دست داده‌اند.

## برای مطالعهٔ بیشتر
- برندون جی. کنون (۲۰۲۰) «چه سودی برای ما دارد؟ حملات پهپادهای مسلح و امنیت دولت فدرال سومالی». جنگ‌ها و شورش‌های کوچک، ۳۱:۴، ۷۷۳–۸۰۰، DOI: 10.1080/09592318.2020.1743489